# Lúcio Sérgio Catilina
Lúcio Sérgio Catilina, em latim Lucius Sergius Catilina (Roma, 108 a.C. — Pistoia, 62 a.C.), foi um militar e senador da Roma Antiga, célebre por ter tentado derrubar a República Romana, e em particular o poder oligárquico do senado.

## Origens
Catilina era da gens Sérgia, descendentes de Sergesto, troiano companheiro de Eneias.
De família patrícia, mas pobre, Catilina teria iniciado desde cedo uma vida de crimes e vícios. Apoiou Lúcio Cornélio Sula, tornando-se seu agente. Durante as proscrições deu demonstrações de ambição e crueldade, assassinando inimigos de Cornélio Sula para somente receber o prêmio prometido.

## Carreira política

Cícero denuncia Catilina
Afresco de Cesare Maccari, que representa o senado romano reunido na Cúria Hostília. Palazzo Madama, Roma

Em 77 a.C., foi questor, em 68 a.C. pretor e em 67 a.C./66 a.C., governador da África. Tentou ser nomeado cônsul, discursava sempre em tom de indignação contra os abusos da elite, se colocava como o candidato que defenderia o povo, mas sem sucesso. Dúvidas sobre seu caráter, suspeitas de assassinar seu próprio filho, reconhecido temperamento irascível e orgulhoso o fizeram ser repudiado durante as eleições. Pressionado por dívidas, não viu outra saída a não ser através de uma conspiração, na qual reuniu jovens nobres e arruinados. Quinto Cúrio, Públio Cornélio Lêntulo Sura e Mânlio de Fésulas eram alguns dos mais importantes seguidores de Catilina, fomentadores da sublevação. No entanto, a tentativa de assassinato dos dois cônsules designados falhou (65 a.C.), juntamente com sua candidatura para cônsul (63 a.C.).
Quando amigos de Catilina começaram a se sublevar, Cícero - o cônsul escolhido - conseguiu plenos poderes e interpelou Catilina em pleno senado:
| “ | Qvosque tandem abvtere, Catilina, patientia nostra? (Até quando, Catilina, abusarás de nossa paciência?) | ” |

 Catilina, forçado a se desmascarar, optou pela luta aberta. Preparações foram feitas através da Itália, especialmente na Etrúria, onde a revolta foi iniciada por Mânlio, um dos veteranos de Sula.
Frustrou-se um plano para matar Cícero e, no dia seguinte, este pronunciou um discurso violento contra Catilina, que fugiu para chefiar seu exército na Etrúria. Depois de mais um dia, Cícero fez novo discurso contra Catilina, desta vez no Fórum Romano. Cícero precisava de uma prova formal da conspiração de Catilina para poder tomar uma atitude mais enérgica e ter o respaldo da lei, e foi com os gauleses da tribo dos alóbrogos que veio o documento necessário para a acusação.

## Catilinárias
O conjunto dos discursos de Cícero contra Catilina ficaria celebrizado sob o nome de "Catilinárias", que foram usadas por muito tempo como uma das principais formas de ensino de argumentação em todo o mundo. Com este último discurso de Cícero, o povo romano veio a declarar tanto Catilina quanto Mânlio inimigos públicos. Um exército chefiado pelo cônsul Caio António Híbrida foi enviado contra eles.

## Condenação à morte

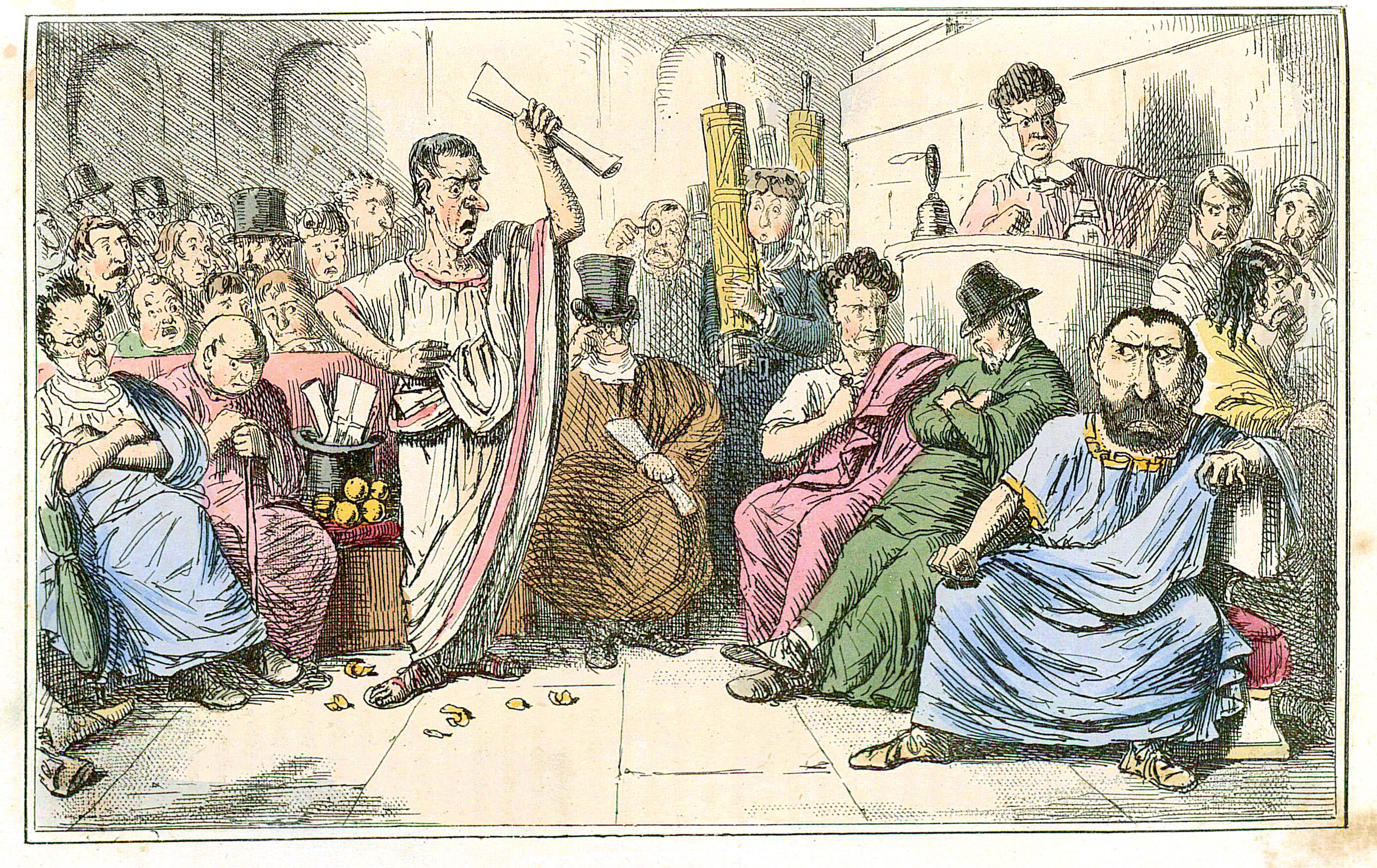
Cícero denuncia Catilina
Por John Leech, 1850, na: The Comic History of Rome, de Gilbert Abbott A Beckett

Enquanto isso os conspiradores em Roma tentaram induzir alguns enviados gauleses da tribo dos alóbroges que se encontravam na cidade a unirem-se a eles. Os gauleses eram aliados dos romanos, mas estavam insatisfeitos com a administração de Murena, um amigo de Cícero acusado de corrupção e desvio de dinheiro. Catilina, sabedor dessa insatisfação, pediu aos gauleses que o apoiassem no golpe, e passariam a ter uma administração justa e sem prejuízos. Os alóbroges não deram resposta de imediato, e temerosos de que fossem humilhados ou destruídos caso a conspiração desse errado, trataram de denunciar a Cícero a proposta de Catilina.
O cônsul, informado de toda a trama, pede que os gauleses aceitem a proposta de Catilina, sob a condição de terem um documento por escrito, desta forma possibilitando a criação de uma prova concreta para a acusação. Lêntulo, representante de Catilina nas negociações, de nada desconfia e cede ao pedido. Assim que os gauleses saem de Roma, o documento é apreendido e Cícero apresenta ao senado a prova da conspiração.
Os conspiradores foram presos e condenados à morte. Essa condenação foi posteriormente criticada como violação da lei, pois o senado romano não tinha o poder de vida e morte sobre o cidadão romano.
Caio Antônio Híbrida marchou com seu exército para a Etrúria para enfrentar o próprio Catilina e seus homens. Na Batalha de Pistoia (62 a.C.), Catilina e cerca de 3 000 de seus correligionários foram derrotados pelo general Marco Petreio, a quem Híbrida entregou o comando do exército alegando questões de saúde.